# Сатанниане

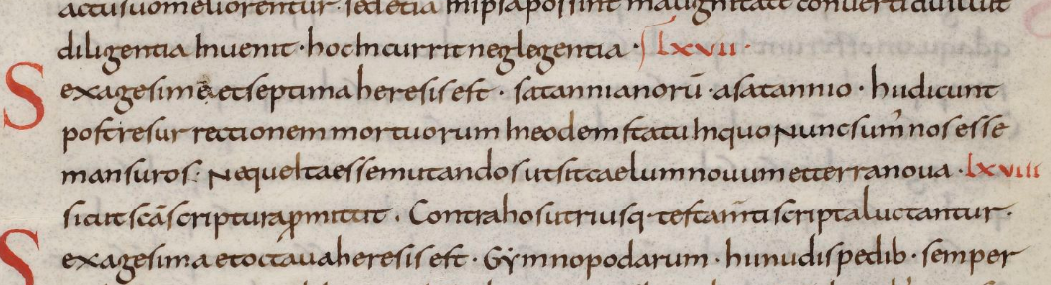
«Praedestinatus». Глава LXVII. Сатанниане. Рукопись IX века. Национальная библиотека Франции

Сатанниа́не (лат. satanniani) — еретики конца IV века, описанные Филастрием в книге «Liber de Haeresibus» и Августином в книге «De Haeresibus ad Quodvultdeum Liber Unus»; у первого автора это 80 ересь, у второго автора это 67 ересь. Филастрий и Августин для данных еретиков не употребляют никакого имени. Филастрий и Августин пишут, что эти еретики учат следующему —  после воскресения из мёртвых  не будет нового неба и новой земли, вопреки Ис. 66:22, 2Петр. 3:13 и Отк. 21:1.
В более позднее время, в анонимном трактате, известном как «Предестинат» (лат. Praedestinatus — «предопределенные»), автор которого ссылается на Филастрия и Августина, данные еретики названы как лат. satannianorum. В «Предестинате» автор сообщает, что данное имя в честь учителя их секты — Сатаннио (лат. Satannio).